# Боян Дубаїч
Боян Дубаїч (серб. Bojan Dubajić / Бојан Дубајић, нар. 26 лютого 1982, Новий Сад) — сербський футболіст, нападник борисовського БАТЕ.

## Клубна кар'єра
У дорослому футболі дебютував 2007 року виступами за команду «Інджія», в якій грав до 2013 року, взявши участь у 78 матчах чемпіонату. Крім того, у 2010 році виступав на правах оренди за «Раднички» (Сомбор). У сезоні 2010/11 років зіграв 4 матчі в сербській Суперлізі.
Влітку 2013 року відправився до Швейцарії, де грав за клуби другого дивізіону «Лугано» та «Ле-Мон». Загалом у Челендж-лізі зіграв 76 матчів, в яких відзначився 12 голами.
У 2016 році уклав контракт з таїландським клубом «Сісакет», у складі якого провів дев'ять матчів у місцевому чемпіонаті й згодом покинув клуб вільним агентом.
На початку 2017 року відправився на перегляд в «Олександрію», проте команді з однойменного міста не підійшов.
У березні 2017 року підписав контракт з білоруським клубом «Городея». Згодом став основним гравцем білоруської команди й в червні 2017 року продовжив контракт до завершення сезону 2018 року. За підсумками чемпіонату 2017 року з 12 голами став найкращим бомбардиром команди. Початок сезону 2018 року пропустив через травму й повернувся до стартового складу в травні того ж року. У жовтні та листопаді у двох матчах поспіль (проти «Смолевичів» та «Мінська») відзначався хет-триками.
У грудні 2018 року вільним агентом підписав контракт з борисовським БАТЕ. У лютому 2019 дебютував за БАТЕ в матчі 1/16 фіналу Ліги Європи проти лондонського «Арсеналу» (1:0). Перший гол за «жовто-синіх» провів у ворота мінського «Торпедо» (1:0). У матчі 19 туру Вищої ліги оформив хет-трик у ворота мозирської «Славії» (4:0).

## Досягнення

### Командні
БАТЕ
- Білоруська футбольна вища ліга
  -  Срібний призер (1): 2019[7]

- Кубок Білорусі
  -  Володар (1): 2020

### Індивідуальні
- 22 найкращих футболісти чемпіонату Білорусі за версією БФФ (збірна Б): 2017[8].

- Найкращий гравець ФК «Городея»: 2017[9]

- Найкращий нападник чемпіонату 2017 за середнім рейтингом Instat

- Топ-3 найефективніших легіонерів чемпіонату Білорусі[10].